# 4. Unterseebootsflottille
La 4. Unterseebootsflottille était la 4e flottille de sous-marins allemands de la Kriegsmarine pendant la Seconde Guerre mondiale.
Formée à Stettin en Pologne en mai 1941, placée sous le commandement du korvettenkapitän Werner Jacobsen, la flottille se consacre st à la formation des sous-mariniers (Ausbildungsflottille) ; elle a entraîné un peu moins de 300 bateaux. Elle est dissoute en mai 1945 lors de la capitulation allemande.

## Affectations
- Mai 1941 à mai 1945 : Stettin.

## Commandements
| Nom                   | Grade            | Début        | Fin          |
| Werner Jacobsen       | Kapitänleutnant  | Mai 1941     | Juillet 1942 |
| Fritz Frauenheim (en) | Kapitänleutnant  | Juillet 1942 | Juillet 1942 |
| Heinz Fischer         | Fregattenkapitän | Août 1942    | Mai 1945     |

## Unités
La flottille a reçu 280 unités en formation durant son service, comprenant des U-Boote de type VII C, C/41 et C/42, de type IX, C, C/40 et D, de type XB, de type XIV, de type XXI et de type XXIII.
Unités de la 4. Unterseebootsflottille:
- U-37, U-38
- U-78
- U-118, U-119, U-129, U-130, U-131, U-153, U-154, U-155, U-156, U-157, U-158, U-159,U-160, U-161, U-162, U-163, U-164, U-165, U-166, U-167, U-168, U-169, U-170, U-171, U-172, U-173, U-174, U-175, U-176, U-177, U-178, U-179, U-180, U-181, U-182, U-183, U-184, U-185, U-186, U-187, U-188, U-189, U-190, U-191, U-192, U-193, U-194, U-195, U-196, U-197, U-198, U-199
- U-200, U-219, U-220, U-233, U-290
- U-317, U-318, U-319, U-320, U-321, U-322, U-323, U-324, U-325, U-326, U-327, U-328, U-351, U-370
- U-459, U-460, U-461, U-462, U-463, U-464, U-475, U-487, U-488, U-489, U-490
- U-504, U-505, U-506, U-507, U-508, U-509, U-510, U-511, U-512, U-513, U-514, U-515, U-516, U-517, U-518, U-519, U-520, U-521, U-522, U-523, U-524, U-525, U-526, U-527, U-528, U-529, U-530, U-531, U-532, U-533, U-534, U-535, U-536, U-537, U-538, U-539, U-540, U-541, U-542, U-543, U-544, U-545, U-546, U-547, U-548, U-549, U-550, U-579
- U-676
- U-801, U-802, U-803, U-804, U-805, U-806, U-821, U-822, U-841, U-842, U-843, U-844, U-845, U-846, U-847, U-848, U-849, U-850, U-851, U-852, U-853, U-854, U-855, U-856, U-857, U-858, U-859, U-860, U-861, U-862, U-863, U-864, U-865, U-866, U-867, U-868, U-869, U-870, U-871, U-872, U-873, U-874, U-875, U-876, U-877, U-878, U-879, U-880, U-881, U-883, U-889
- U-901, U-923, U-926, U-927, U-928, U-929, U-930
- U-1025, U-1221, U-1222, U-1223, U-1234, U-1301, U-1302, U-1303, U-1304, U-1305, U-1306, U-1307, U-1308
- U-2321 (en), U-2322 (en), U-2323, U-2324 (en), U-2325 (pl), U-2326, U-2336, U-2339, U-2343, U-2346, U-2347, U-2348, U-2349, U-2350, U-2351, U-2352, U-2353, U-2354, U-2355, U-2356, U-2357, U-2358, U-2359, U-2360, U-2361, U-2362, U-2363, U-2364, U-2365, U-2366, U-2367, U-2368, U-2369, U-2371
- U-3001, U-3002, U-3003, U-3004, U-3005, U-3006, U-3007, U-3008 (en), U-3009, U-3010, U-3011, U-3012, U-3013, U-3014, U-3015, U-3016, U-3017, U-3018, U-3019, U-3020, U-3021, U-3022, U-3023, U-3024, U-3025, U-3026, U-3027, U-3028, U-3029, U-3030, U-3031, U-3032, U-3033, U-3034, U-3035, U-3037, U-3038, U-3039, U-3040, U-3041, U-3044
- U-A